# Alsjeblieft (lied)
Alsjeblieft is een lied van de Nederlandse rapper Josylvio in samenwerking met rappers Cho en Henkie T. Het werd in 2021 als single uitgebracht en stond in 2022 als zevende track op het album Vallen en opstaan van Josylvio.

## Achtergrond
Alsjeblieft is geschreven door Thijs van Egmond, Carlos Vrolijk, Joost Theo Sylvio Yussef Abdelgalil Dowib, Giovanni Rustenberg, Henk Mando en Bart Janssen en geproduceerd door Thez en Project Money. Het is een nummer uit het genre nederhop. De liedverteller zingt in het lied gericht op een dame die waaraan zij vragen of zij zijn vrouw/vriendin wil zijn. Het lied werd bij uitbrengen uitgeroepen tot DiXte bij NPO FunX. De single heeft in Nederland de gouden status.
Het is de eerste keer dat Josylvio een hitsingle heeft met zowel Cho als Henkie T. Ook voor Cho en Henkie T onderling is het de eerste hittrack waar zij samen op staan.

## Hitnoteringen
De artiesten hadden verschillend succes met het lied in Nederland. Het piekte op de zestiende plaats van de Single Top 100 en stond zeven weken in deze hitlijst. De Top 40 werd niet bereikt; het lied bleef steken op de veertiende plaats van de Tipparade.